# 126e régiment d'infanterie territoriale
Le 126e régiment d'infanterie territoriale est un régiment d'infanterie de l'armée de terre française qui a participé à la Première Guerre mondiale.

## Création et différentes dénominations
Le régiment reçoit son numéro par décret du 19 mars 1875. Il doit être formé à Perpignan en cas de mobilisation.

## Chefs de corps
Lieutenant Colonel Flick

## Drapeau
Il porte, cousues en lettres d'or dans ses plis, les inscriptions suivantes :
- Sud-Tunisien 1914-1918